# Riese Pio X
Riese Pio X – miejscowość i gmina we Włoszech, w regionie Wenecja Euganejska, w prowincji Treviso. W Riese urodził się Giuseppe Melchiorre Sarto, późniejszy papież Pius X, którego włoskie imię Pio X dodano do nazwy wioski.
Według danych na rok 2004 gminę zamieszkuje 9631 osób, 321 os./km².